# Přemysl I. Opavský
Přemysl I. Opavský (po 8. prosinci 1365 – 28. září 1433) byl opavský kníže a pán Hlubčic z dynastie opavských Přemyslovců.

## Život
Přemysl se narodil jako syn Mikuláše II. Opavského a jeho choti Juty Falkenberské. Narodil se jako pohrobek po smrti svého otce a poručenské vlády nad Opavskem se ujal nejstarší bratr Jan I. Ratibořský. 
Dne 18. dubna 1377 došlo k rozdělení rodového majetku a jihovýchodní část s městy Opavou, Hlučínem a Fulnekem, sídelními hrady Hradcem a Landekem obdržel Přemysl s bratrem Václavem. Přemyslovi po bratrech nakonec připadly tři čtvrtiny Opavska. Rodové dělení i vojenské akce na Moravě dostaly Přemysla do velkých dluhů a donutily ho zastavit Hradec Opavský, stal se ovšem důležitou osobností města Opavy, za jehož hradbami nechal postavit opavský hrad.
Přemysl I. byl zastáncem Lucemburků a odpůrcem husitů, s nimiž většinou neúspěšně bojoval, mj. roku 1423 v bitvě u Kroměříže. Byl celkem třikrát ženatý: s Annou Luckou, s Kateřinou Minstrberskou a s Helenou Bosenskou.

## Potomci
Manželka (1395) Anna Lucká († 1405):
- Václav II. Opavský
- Mikuláš IV. Opavský

Manželka (1405) Kateřina Minstrberská († 1422):
- Vilém I. Opavský
- Arnošt Opavský
- Anežka († okolo 1440), manželé Jan z Kravař a Jiří ze Šternberka
- Jitka († 1445), manžel Jiří II. ze Sv. Jiří a Pezinku

Manželka (1425) Helena Bosenská († 1435):
- Přemysl II. Opavský
- Kateřina († 1475), manžel Jan Jičínský z Cimburka
- Hedvika († ok. 1500), abatyše v Trzebnici